# التوضحية (الخرج)
التوضحية، هي قرية من فئة (ب) تقع في محافظة الخرج، والتابعة لمنطقة الرياض في السعودية. وتبعد التوضحية عن مدينة السيح بمسافة تقارب (73) كم.